# Amphitrite edwardsii
Amphitrite edwardsii är en ringmaskart som först beskrevs av Jean Louis Armand de Quatrefages de Bréau 1866.  I den svenska databasen Dyntaxa används istället namnet Neoamphitrite edwardsii. Enligt Catalogue of Life ingår Amphitrite edwardsii i släktet Amphitrite och familjen Terebellidae, men enligt Dyntaxa är tillhörigheten istället släktet Neoamphitrite och familjen Terebellidae. Arten har ej påträffats i Sverige. Inga underarter finns listade i Catalogue of Life.